# Węgierska Formuła Renault Sezon 2008
Węgierska Formuła Renault Sezon 2008 – pierwszy sezon Węgierskiej Formuły Renault.

## Kalendarz wyścigów
| Runda | Data            | Tor           | Pole position | Najszybsze okrążenie | Zwycięzca (kierowcy) | Zwycięzca (zespoły)    |
| ----- | --------------- | ------------- | ------------- | -------------------- | -------------------- | ---------------------- |
| 1     | 19 kwietnia     | Hungaroring   | ?             | ?                    | Kálmán Bódis         | BOVI Motorsport        |
| 2     | 20 kwietnia     | Hungaroring   | ?             | ?                    | Balázs Pődör         | Patkó Autó- Motorsport |
| 3     | 10 maja         | Pannónia-Ring | ?             | ?                    | Balázs Pődör         | Patkó Autó- Motorsport |
| 4     | 11 maja         | Pannónia-Ring | ?             | ?                    | Alon Day             | Szász Motorsport       |
| 5     | 14 czerwca      | Hungaroring   | ?             | ?                    | Bianca Steiner       | Szász Motorsport       |
| 6     | 15 czerwca      | Hungaroring   | ?             | ?                    | Bianca Steiner       | Szász Motorsport       |
| 7     | 12 lipca        | Parádsasvár   | ?             | ?                    | Balázs Pődör         | Patkó Autó- Motorsport |
| 8     | 13 lipca        | Parádsasvár   | ?             | ?                    | Tamás Lovas          | ACS Motorsport         |
| 9     | 6 września      | Pannónia-Ring | ?             | ?                    | Tamás Pál Kiss       | Speed Box              |
| 10    | 7 września      | Pannónia-Ring | ?             | ?                    | Tamás Pál Kiss       | Speed Box              |
| 11    | 11 października | Hungaroring   | ?             | ?                    | Tamás Pál Kiss       | Speed Box              |
| 12    | 12 października | Hungaroring   | ?             | ?                    | Tamás Pál Kiss       | Speed Box              |

## Klasyfikacja kierowców
| Legenda oznaczeń w tabelach wyników Wyświetl szablon na nowej stronie | Legenda oznaczeń w tabelach wyników Wyświetl szablon na nowej stronie                                                                     |
| Oznaczenie                                                            | Wyjaśnienie |
| --------------------------------------------------------------------- | --- |
| Złoty                                                                 | Zwycięzca lub mistrzostwo |
| Srebrny                                                               | 2. miejsce lub wicemistrzostwo |
| Brązowy                                                               | 3. miejsce lub II wicemistrzostwo |
| Zielony                                                               | Ukończył, punktował (w klasyfikacji generalnej, gdy zdobył co najmniej jeden punkt na przestrzeni sezonu, poza trzema powyższymi opcjami) |
| Niebieski                                                             | Ukończył, nie punktował (w klasyfikacji generalnej, gdy nie zdobył co najmniej jednego punktu na przestrzeni sezonu)                      |
| Czerwony                                                              | Nie zakwalifikował się (NZ) |
| Czerwony                                                              | Nie prekwalifikował się (NPK) |
| Różowy                                                                | Nie ukończył (NU) |
| Różowy                                                                | Niesklasyfikowany (NS) (w klasyfikacji generalnej, gdy nie został sklasyfikowany w żadnym wyścigu sezonu)                                 |
| Czarny                                                                | Zdyskwalifikowany (DK) |
| Czarny                                                                | Wykluczony (WYK/EX) |
| Biały                                                                 | Nie wystartował (NW) |
| Biały                                                                 | Kontuzjowany (K/INJ) |
| Biały                                                                 | Wyścig odwołany (OD/C) |
| Bez koloru                                                            | Został wycofany (WYC/WD) |
| Bez koloru                                                            | Nie przybył (NP/DNA) |
| Bez koloru                                                            | Nie brał udziału w treningach (NT/DNP) |
| Bez koloru                                                            | Nie został zgłoszony (–) |
| Pogrubienie                                                           | Start z pole position |
| Kursywa                                                               | Najszybsze okrążenie wyścigu |
| †                                                                     | Nie ukończył, ale jego rezultat został zaliczony ze względu na przejechanie więcej niż 90% dystansu wyścigu.                              |
| *                                                                     | Sezon w trakcie |
| 1/2/3                                                                 | Punktowana pozycja w sprincie kwalifikacyjnym                                                                                             |
| Lista systemów punktacji Formuły 1                                    | |

| Poz. | Kierowca        | Zespół                 | HUN | HUN | PAN | PAN | HUN | HUN | PAR | PAR | PAN | PAN | HUN | HUN | Punkty |
| ---- | --------------- | ---------------------- | --- | --- | --- | --- | --- | --- | --- | --- | --- | --- | --- | --- | ------ |
| 1    | Balázs Pődör    | Patkó Autó- Motorsport | NU  | 1   | 1   | NU  | 3   | 3   | 1   | NU  | 2   | 2   | 2   | -   | 66     |
| 2    | Tamás Pál Kiss  | Speed Box              | -   | -   | -   | -   | -   | -   | -   | -   | 1   | 1   | 1   | 1   | 40     |
| 3    | Tamás Lovas     | ACS Motorsport         | -   | -   | -   | -   | 5   | NU  | 2   | 1   | 5   | 5   | -   | 2   | 38     |
| 4    | Alon Day        | Szász Motorsport       | -   | -   | 2   | 1   | 2   | 2   | -   | -   | -   | -   | -   | -   | 34     |
| 5    | István Tukora   | Proexsport             | -   | -   | -   | -   | -   | -   | -   | -   | 3   | 3   | 3   | 3   | 24     |
| 6    | István Rácz     | BOVI Motorsport        | NU  | 2   | 3   | 2   | -   | -   | -   | -   | -   | -   | -   | -   | 22     |
| 7    | Bianca Steiner  | Szász Motorsport       | -   | -   | -   | -   | 1   | 1   | -   | -   | -   | -   | -   | -   | 20     |
| 8    | Zsolt Balogh    | Endurace Club Hungary  | -   | -   | -   | -   | 4   | 4   | -   | -   | 4   | 4   | -   | -   | 20     |
| 9    | László Vnoucsek | ACS Motorsport         | -   | -   | -   | -   | -   | NW  | 3   | NW  | 7   | 7   | 5   | 5   | 18     |
| 10   | Kálmán Bódis    | BOVI Motorsport        | 1   | 3   | -   | -   | -   | -   | -   | -   | -   | -   | -   | -   | 16     |
| 11   | Benjamin Végh   | Patkó Autó- Motorsport | -   | -   | -   | -   | -   | -   | -   | -   | 6   | 6   | -   | -   | 6      |